# Assanhadinho-de-cauda-preta
Caça-moscas-de-cauda-preta ou assanhadinho-de-cauda-preta (Myiobius atricaudus) é uma espécie de ave da família Tityridae.
Pode ser encontrada nos seguintes países: Brasil, Colômbia, Costa Rica, Equador, Panamá, Peru e Venezuela.
Os seus habitats naturais são: florestas subtropicais ou tropicais húmidas de baixa altitude e florestas secundárias altamente degradadas.